# CD del Taure
CD del Taure (CD Tauri) és un sistema estel·lar a la Taure que s'hi troba a 225 anys llum del sistema solar. Està compost per les estrelles CD Tauri A (HD 34335 / HIP 24663 / BD+19 886), de magnitud aparent +6,77, i CD Tauri B (HD 34335B / BD+19 886B), de magnitud +9,88.
CD del Taure A és, al mateix temps, un estel binari les components del qual són estels de tipus espectral F5 IV i F7 V (altres autors classifiquen ambdues estels com a F6 V). La component principal, 4,29 vegades més lluminosa que el Sol, té una massa de 1,44 masses solars i un radi un 80% més gran que el radi solar —valor que suggereix que és una subgegant abandonant la seqüència principal. El seu acompanyant, amb 1,37 masses solars i un radi un 58% major que el radi solar, té el 78% de la lluminositat de la seva companya. La velocitat de rotació projectada és de 28 i 26 km/s respectivament. El parell constitueix una binària eclipsant el període orbital de la qual és de 3,4351 dies. L'eclipsi principal i el secundari són pràcticament iguals, amb una disminució de lluentor de 0,57 i 0,54 magnituds respectivament.
CD del Taure B, visualment a 10 segons d'arc de CD del Taure A, és probablement una nana taronja de classe K2. La seva massa equival a un 74% de la massa solar. Empra més de 11.000 anys a completar una òrbita al voltant de la binària eclipsant. El sistema té una metal·licitat semblant a la solar ([Fe/H] = +0,08) i la seva edat s'estima en 3.200 milions d'anys.